# Абдуллаева, Медина
Медина Абдуллаева (азерб. Medina Abdullayeva; род. 1984, Баку) — азербайджанская актриса, телеведущая.

## Биография
Родилась в 1984 году в городе Баку. В 2001 году окончила классическую гимназию №160 города Баку. В 2005 году окончила факультет «Актер драматического театра и кино» Азербайджанского государственного университета культуры и искусств. В 2010 году окончила юридический факультет Бакинского государственного университета. 

## Карьера
В 2004—2005 годах работала ведущей программы «Русские Звезды», транслирующейся на телевизионном канале ATV (Азербайджан). В 2017—2018 годах работала ведущей передачи «Qadin gülərsə» («Если женщина засмеется»), транслирующейся на телевизионном канале «Хазар». В 2018—2019 годах работала ведущей передачи «MTV təqdimat», транслирующейся на телевизионном канале MTV Азербайджан. C 2018 года работает ведущей программы «MTV TOP 10». 

## Награды
- «Top model Azerbaijan» (2019, Телеведущая)
- «Luxury Global Awards» (2019, «Лучший молодой телеведущий»)
- «The Best of Azerbaijan» (2019) Награждена за плодотворную работу в азербайджанской прессе и информационной истории.
- «Gold Faces» (2019) Награждена оргкомитетом с учетом достижений и рабочей деятельности в течение года.
- «Türkiye Ödulləri» (2019, «Профессиональный молодой ведущий года»)
- «Trend of the year» (2019) Награждена оргкомитетом с учетом достижений и рабочей деятельности в течение года.
- «Best of the best» (2019) По случаю Дня восстановления государственной независимости Азербайджанской Республики награждена за успешную и плодотворную деятельность в области прессы.
- «Türkiye Gençlik ödülləri» (2020, «Профессиональный молодой ведущий года»)
- «Trend of the year» (2020, «Трендовый ведущий года»)
- «Caspian awards» (2020) Награждена оргкомитетом с учетом достижений и рабочей деятельности в течение года.[2]
- «Gold Faces» (2020) Награждена оргкомитетом с учетом достижений и рабочей деятельности в течение года.
- «Trend of the year» (2020) Награждена оргкомитетом с учетом достижений и рабочей деятельности в течение года.
- «Pearls of Azərbaycan» (2021) Награждена оргкомитетом с учетом достижений и рабочей деятельности в течение года.[3]
- «Trend of the year» (2021) Награждена оргкомитетом с учетом достижений и рабочей деятельности в течение года.
- «Diamonds of Türkey awards» (2021, «Ведущий года»). Награждена оргкомитетом с учетом достижений и рабочей деятельности в течение года.[4]